# Rafał Pacześ
Rafał Pacześ (ur. 18 czerwca 1990 w Łodzi) – polski stand-uper, komik i aktor, prowadzący program „Czarna Wołga” i „Pacześ show”. Autor książek „Grube wióry” i „Ostatni śnieg”.
Od sierpnia 2016 zawodowo związany ze stand-upem jako właściciel agencji artystycznej King of Entertainment – Rafał Pacześ. Jego filmy na kanale „Rafał Pacześ” w serwisie YouTube przekraczają łącznie 106 mln odsłon (2022), co w rankingu serwisu Standupedia daje mu 1. miejsce wśród polskich twórców stand-upu. Natomiast na kanale „Czarna Wołga” jego filmy odtworzono już ponad 9 mln razy. Autor felietonów w miesięczniku „Głos Mordoru”. Sam o sobie mówi prześmiewczo: „Gruby Wiór”.

## Życiorys
Pierwszy raz wystąpił na scenie w 2012 roku na łódzkim festiwalu Łóska. Przez półtora roku występował na łódzkich open mike’ach, które współorganizował, a następnie je prowadził.
Następnie brał udział w nagraniach stand-upu dla Comedy Central. Jego występy można było zobaczyć na antenach innych polskich stacji telewizyjnych. Jako pierwszy komik wystąpił na stand-upowej scenie programu „Kuba Wojewódzki”.
Jest twórcą programu „Czarna Wołga”, w którym porusza tematykę motoryzacji oraz prowadzi rozmowy z zaproszonymi gośćmi. Pierwsze dwa sezony programu były publikowane premierowo w serwisie YouTube, od trzeciego sezonu program przeniesiono na platformę OTT WOW. Pierwszy odcinek został wyemitowany 30 grudnia 2018.
9 marca 2019 w Katowicach razem z Magdą Mołek poprowadził Galę muzyki rozrywkowej i jazzu Fryderyki 2019. Gala transmitowana była w telewizji TVN. Od lipca 2019 dziennikarz radiowy w stacji RMF FM, a od 2019 roku jest również właścicielem restauracji „Komediowa”, która ulokowana jest przy ulicy Piotrkowskiej w Łodzi.
Od 2020 roku prowadzi autorski talk-show „Pacześ Show” emitowany premierowo na platformie OTT WOW, a także na antenie Comedy Central.

## Pełnowymiarowe programy
- 2016/2017: „Zaczynam rozumieć”
- 2017/2018: „Bang” (wspólny program wraz z Kacprem Rucińskim i Łukaszem „Lotkiem” Lodkowskim)
- 2018: „Puder do cery zimnej”
- 2019/2020: „Zoba Co Jes”
- 2020: „Bang 2” (wspólny program wraz z Kacprem Rucińskim i Łukaszem „Lotkiem” Lodkowskim)
- 2021/2022: „Benshi”
- 2023/2024: „Pacześ i Lotek Tour” (wspólny program wraz z Łukaszem „Lotkiem” Lodkowskim)
- 2024/2025 "ProkuraTOUR'a"

## Filmografia
| Rok  | Tytuł                 | Rola                       | Reżyser             |
| ---- | --------------------- | -------------------------- | ------------------- |
| 2013 | Ukryta prawda odc.248 | Dariusz Strzelczyk         | Krzysztof Kalisiak  |
| 2018 | Kryzys                | Rafał „Gruby Wioor” Pacześ | Abelard Giza        |
| 2018 | Juliusz               | stand-uper w klubie        | Aleksander Pietrzak |
| 2023 | Święto ognia          | fizjoterapeuta             | Kinga Dębska        |

## Publikacje
- 2020 – Grube wióry, powieść obyczajowa
- 2022 – Ostatni śnieg, powieść obyczajowa

## Nagrody
- pierwsza nagroda na łódzkim festiwalu Łóska na otwartej scenie w kategorii Łach – czyli łatwość abstrakcyjnego czarowania humorem[4].
- półfinalista Ogólnopolskiego Przeglądu Kabaretów Amatorskich PAKA.
- finalista Polskiej Ligi Stand-Upu.
- czwarte miejsce rankingu „Polityki” w kategorii „Top 10 filmów polskiego YouTube w 2018 roku”[13].
- stand-uper roku w latach 2019, 2022 i 2023 w plebiscycie „Golden Mics” portalu Standupedia.pl[14].[15][16]
- najlepszy program na żywo w latach 2019 i 2020 za "Zoba Co Jes" w plebiscycie „Golden Mics” portalu Standupedia.pl[17] [18]
- najlepsze nagranie w internecie 2022 za "Benshi" w plebiscycie „Golden Mics” portalu Standupedia.pl[19]